# La banda dei sette
La banda dei sette (The Renegades) è una serie televisiva statunitense in 6 episodi (più uno pilota del 1982), trasmessi per la prima volta nel corso di una sola stagione nel 1983.
La serie si ispirò nel soggetto all'ambientazione metropolitana legata al mondo delle bande giovanili; queste tematiche divennero ricorrenti ad Hollywood agli inizi degli anni 1980, in seguito al successo del film I guerrieri della notte (1979).

## Trama
Los Angeles, inizio anni ottanta. Un gruppo di sette giovani criminali da strada vengono assoldati dalla polizia per fare parte di un'unità speciale sotto copertura. Il leader della gang è Bandit (interpretato da un esordiente Patrick Swayze), mentre il contatto con la polizia è il tenente Marciano, coadiuvato dal suo superiore capitano Scanlon.

## Personaggi e interpreti
- Bandit, interpretato da Patrick Swayze.
- Eagle, interpretato da Randy Brooks.
- J.T., interpretato da Paul Mones.
- Tracy, interpretata da Tracy Scoggins.
- Dancer, interpretato da Robert Thaler.
- Dragon, interpretato da Brian Tochi.
- Gaucho, interpretato da Fausto Bara.
- Tenente Marciano, interpretato da James Luisi.
- Capitano Scanlon, interpretato da Kurtwood Smith.
- Lisa Primus, interpretata da Kelly Preston.
- Lloyd Wayne, interpretato da Keenan Ivory Wayans.

## Produzione
La serie fu prodotta dai fratelli Lawrence e Charles Gordon, il primo dei quali aveva già partecipato nella stessa veste alla realizzazione de I guerrieri della notte. Poiché gli sceneggiatori principali furono lo stesso L. Gordon e Rick Husky, già autore di T.J. Hooker e Mod Squad, fu un'idea abbastanza naturale realizzare una serie che fondesse il contenuto di quella interpretata da Peggy Lipton, coi temi del film di Walter Hill.
Le musiche furono composte da Joseph Conlan e, per un solo episodio, da Barry De Vorzon. Tra gli sceneggiatori della serie è accreditato Nicholas Corea.
Inizialmente fu realizzato un episodio pilota omonimo di circa due ore di durata, andato in onda in prima tv l'11 agosto del 1982 sulla ABC. Fu diretto da Roger Spottiswoode ed alcuni ruoli furono interpretati da attori, che non furono confermati quando i dirigenti della stessa rete televisiva decisero di ricavarne un serial; quest'ultimo però si rivelò un flop di ascolti e fu cancellato dopo soli sei episodi.

## Distribuzione
La serie fu trasmessa negli Stati Uniti dal 4 marzo all'8 aprile 1983. In Italia è stata mandata in onda nel marzo del 1985 su Italia 1 con il titolo La banda dei sette.
Alcune delle uscite internazionali sono state:
- negli Stati Uniti il 4 marzo 1983 (The Renegades)
- in Germania Ovest (Fäuste, Gangs und heiße Öfen)
- in Italia (La banda dei sette)

## Episodi
| Stagione       | Episodi | Prima TV USA | Prima TV Italia |
| -------------- | ------- | ------------ | --------------- |
| Prima stagione | 6       | 1983         | 1985            |